# Hallunda (tunnelbanestation)
Hallunda är en station inom Stockholms tunnelbana, belägen i bostadsområde Eriksberg i kommundelen Hallunda-Norsborg i Botkyrka kommun. Stationen trafikeras av T-bana 13 (röda linjen) och ligger mellan stationerna Alby och Norsborg. Avståndet från station Slussen är 20,1 kilometer. Stationen invigdes den 12 januari 1975.
Stationen ligger mellan Hallundavägen och Skarpbrunnavägen och består av en plattform utomhus. Entre via gångbro från Hallunda centrum eller Skarpbrunnavägen 21.
Konstnärlig utsmyckning; stavar av plexiglas och en neonslinga av Kazuko Tamura, 1993.

## Bilder

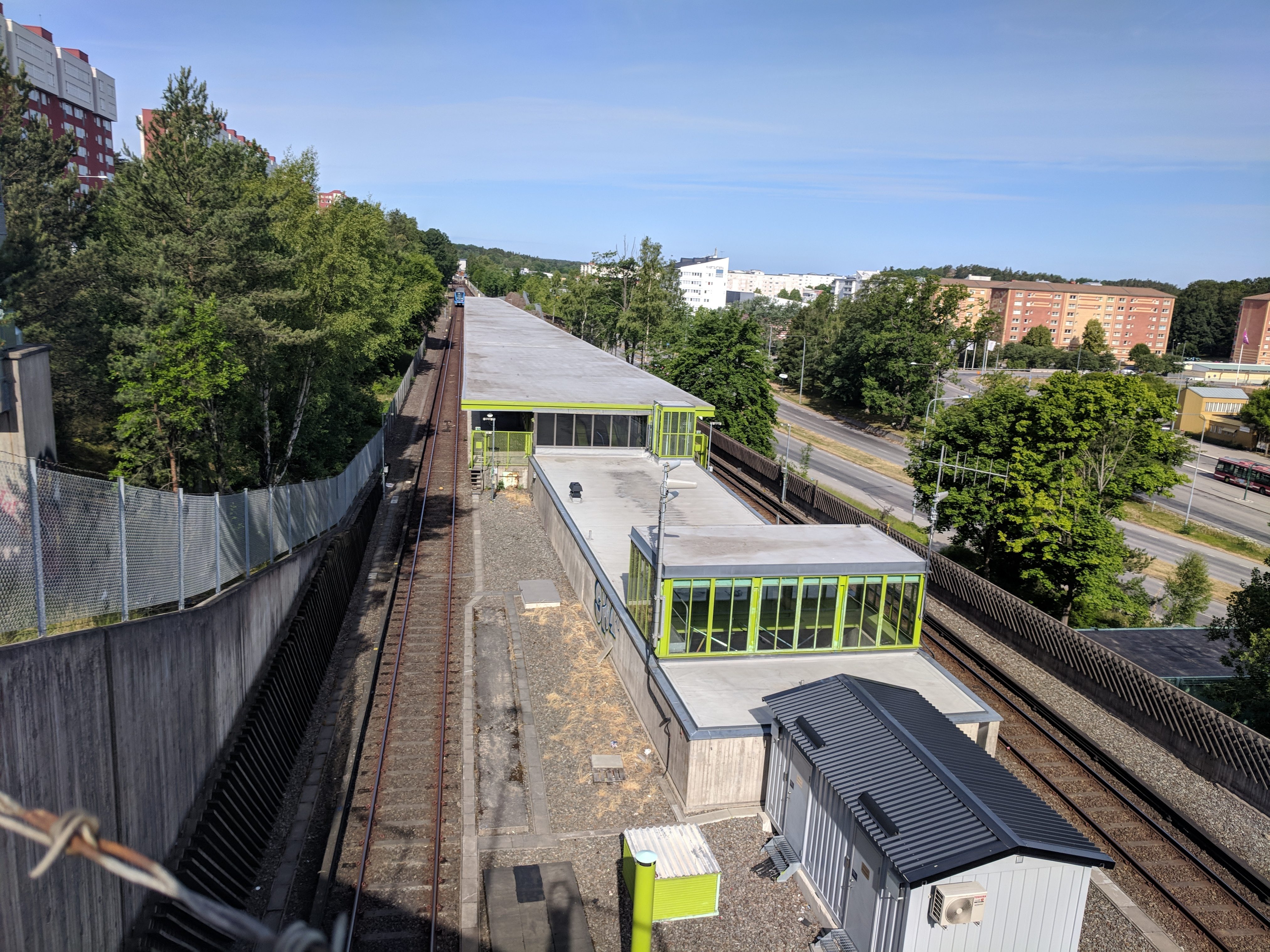
Stationen
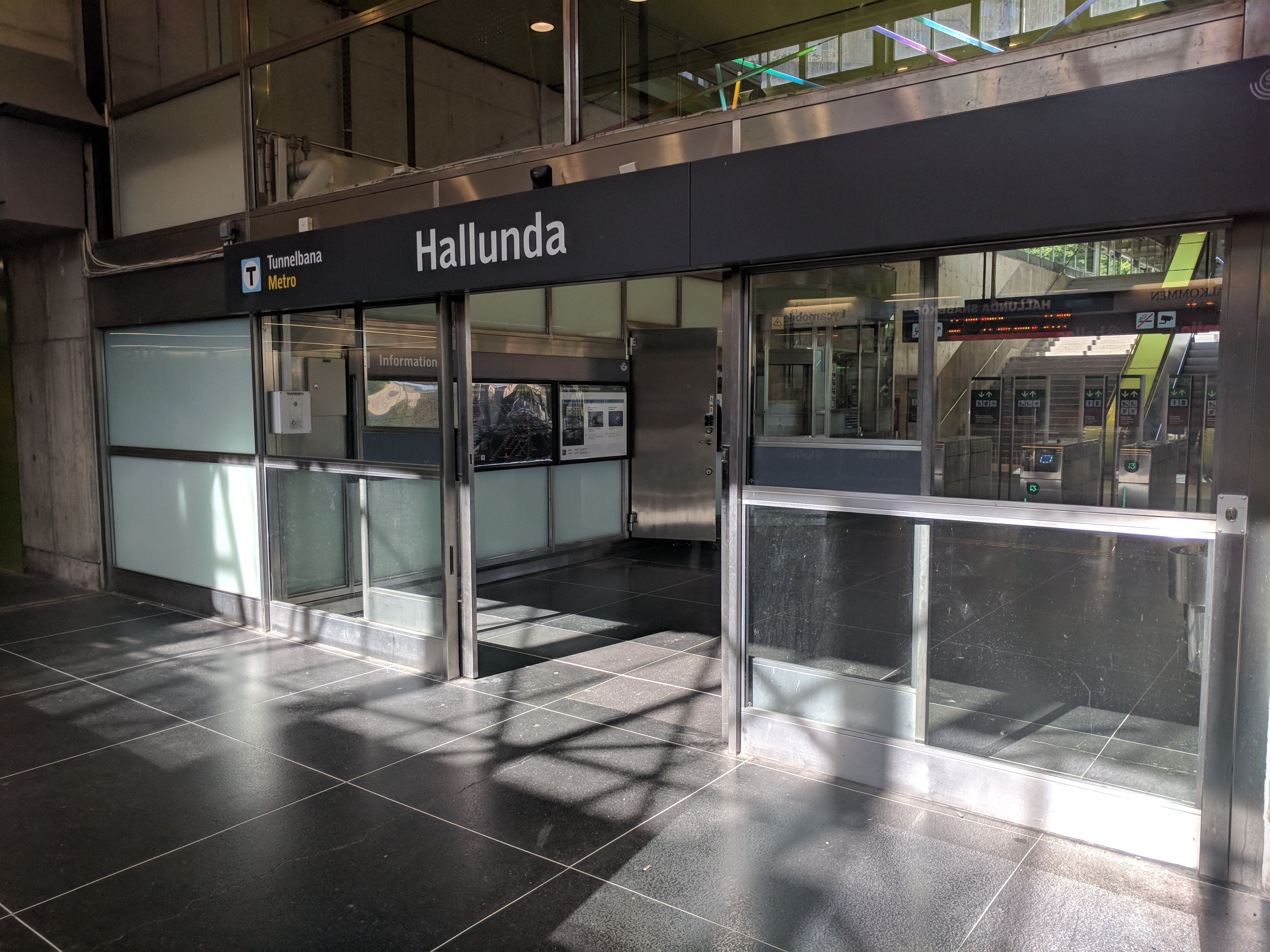
Ingång
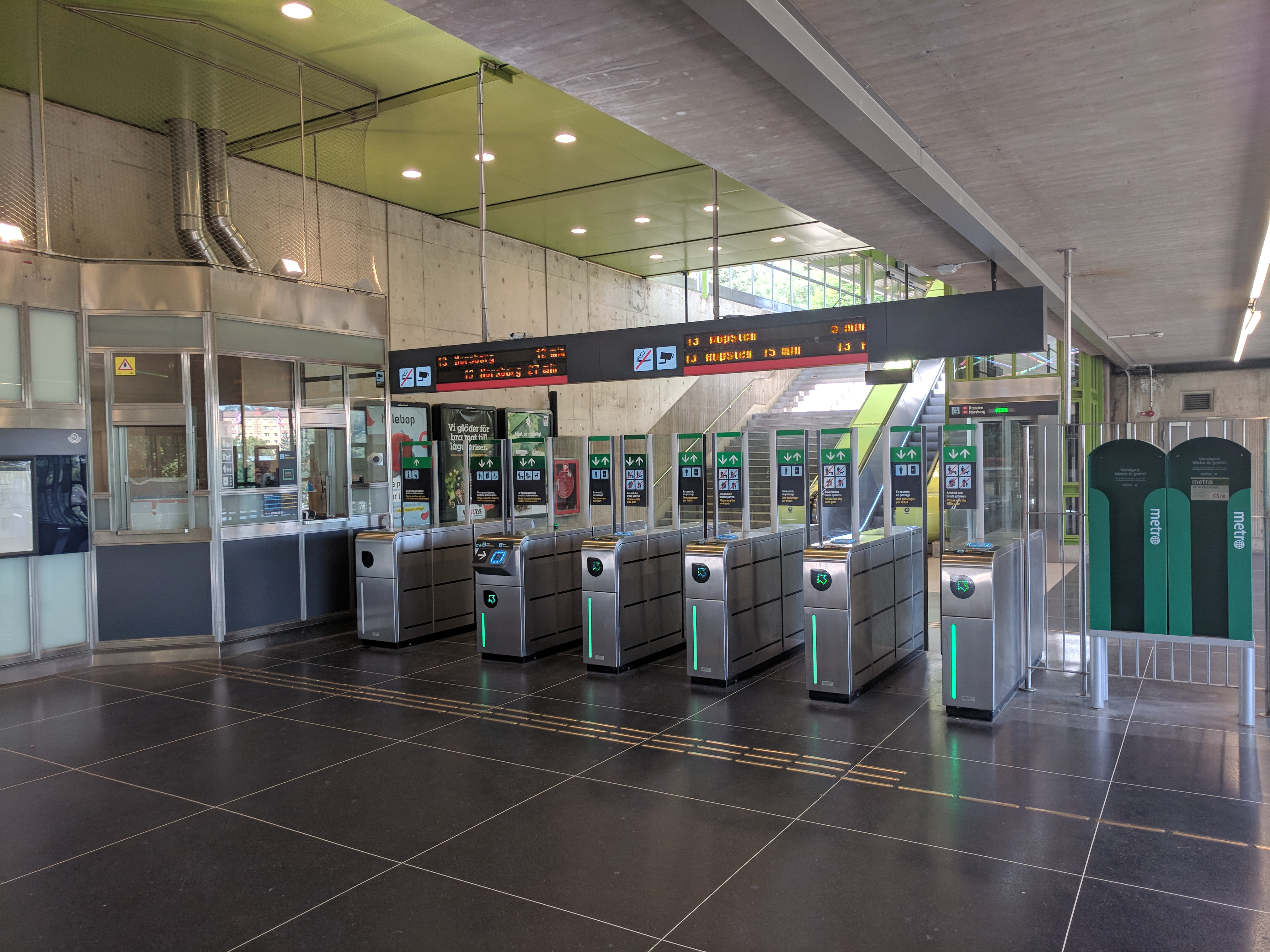
Biljetthallen
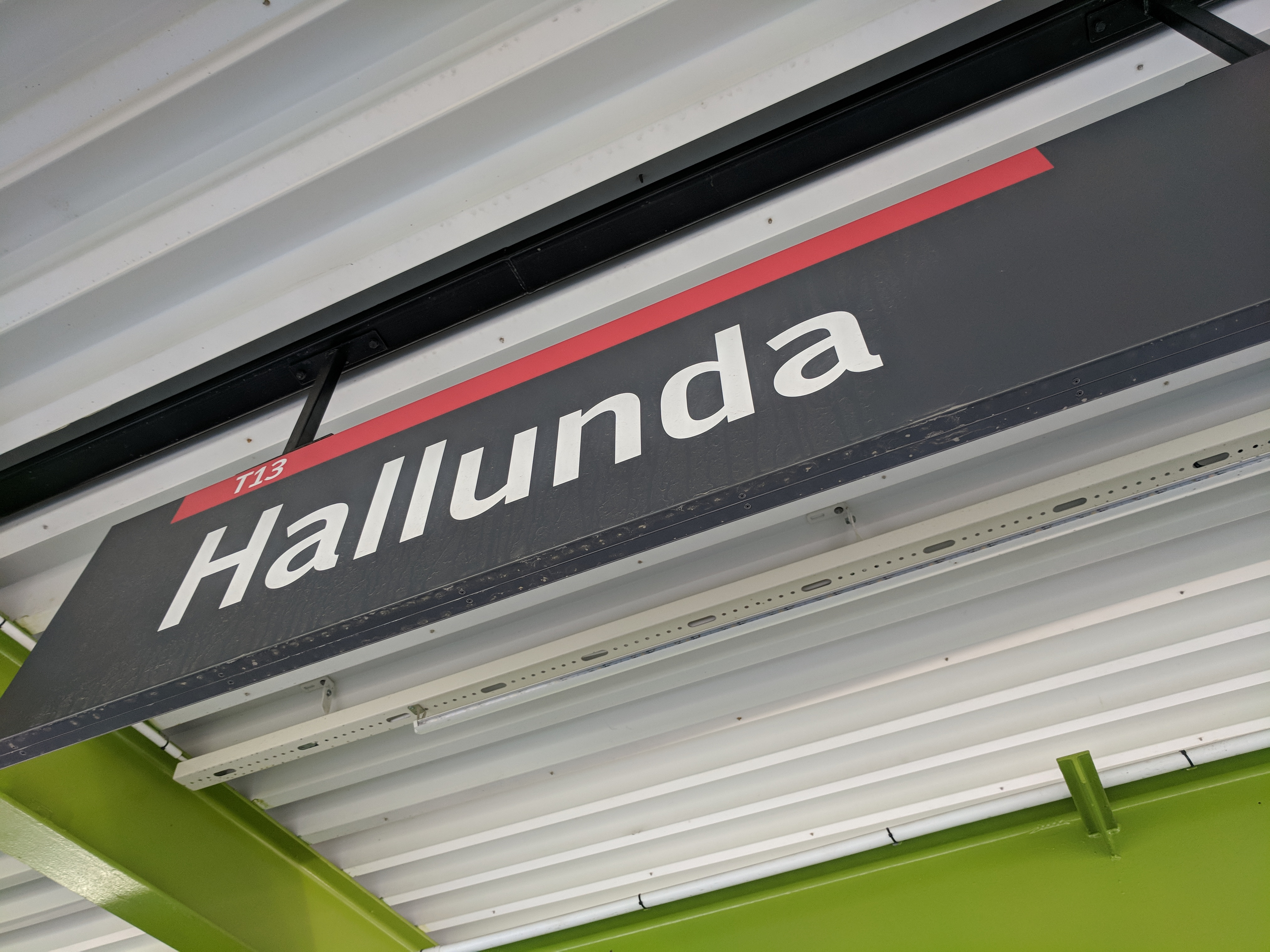
Stationsskylt
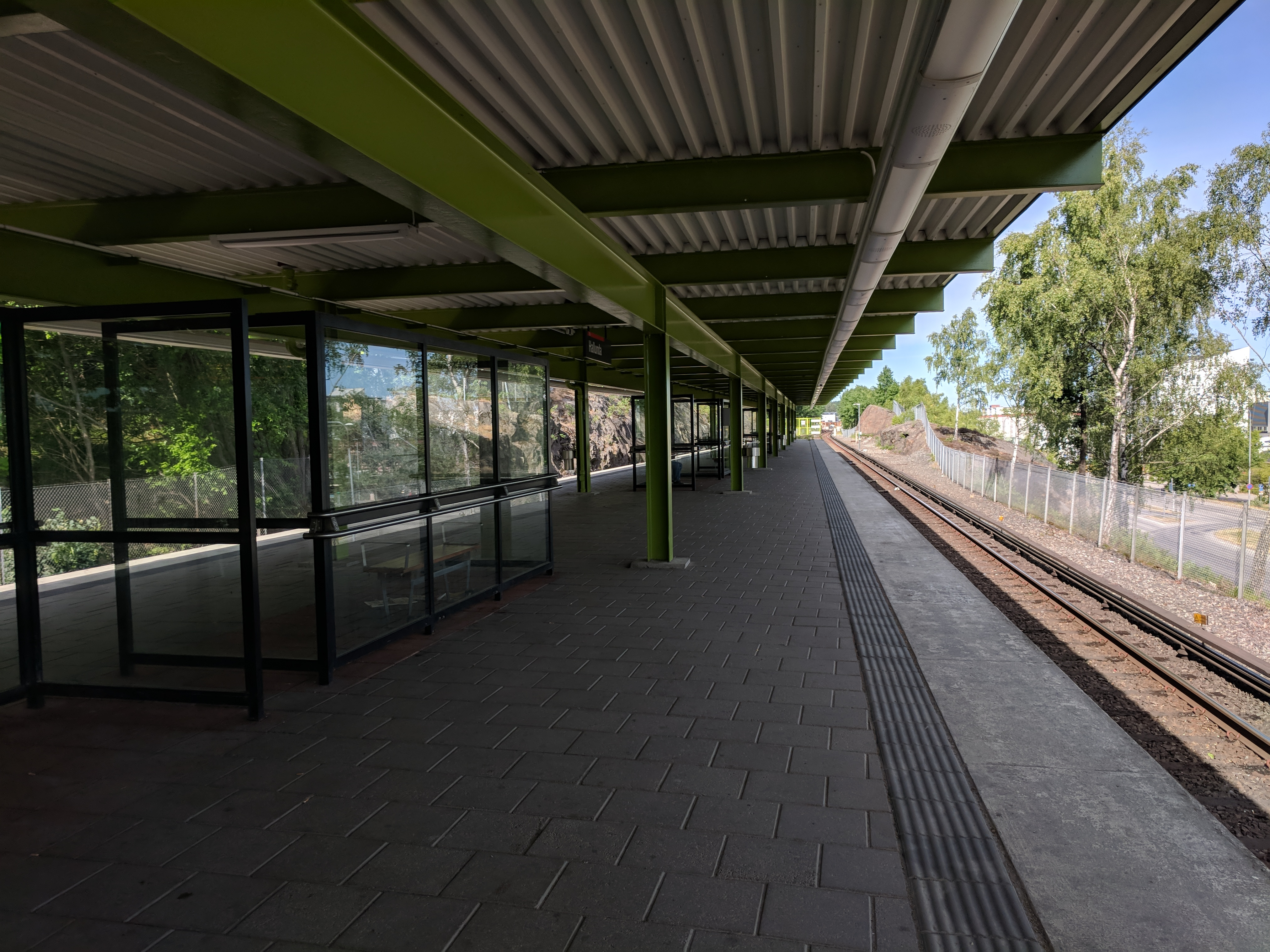
Perrongen
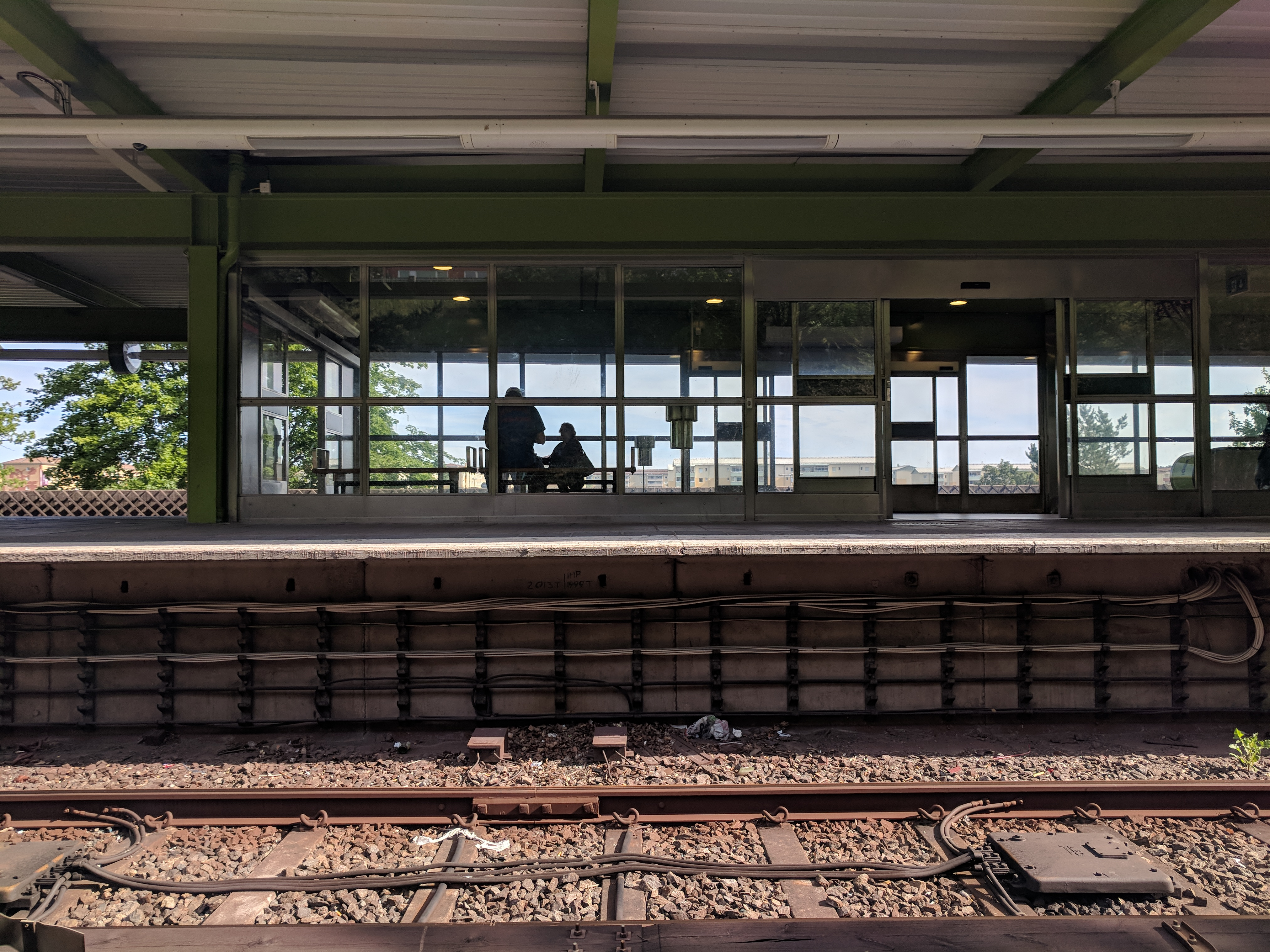
Perrongen